# Hèrmies de Fenícia
Hèrmies (en grec antic: Ἑρμείας, Herméias) va ser un filòsof neoplatònic que va néixer a Alexandria circa l'any 410.
Va anar a Atenes i va estudiar filosofia amb Sirià d'Alexandria. Es va casar amb Edèsia, que era parenta de Sirià, i que anteriorment havia estat promesa amb Procle, però Procle va trencar el compromís després de rebre un avís diví. Hèrmies va portar les ensenyances de Sirià a Alexandria, on va donar classes a l'escola d'Horapol·lo, a càrrec de l'estat. Va morir cap a l'any 450, quan els seus fills, Ammoni i Heliodor, encara eren petits. Tanmateix, Edèsia va continuar rebent ingressos per part de l'estat, per poder criar els fills, cosa que els va permetre convertir-se en filòsofs.
Existeix un Comentari sobre Fedre escrit per Hèrmies, que són notes preses a les conferències realitzades per Sirià sobre el Fedre de Plató.